# 칼루타라구

칼루타라 구

칼루타라구(싱할라어: කඵතර දිස්ත්‍රික්කය, 타밀어: களுத்துறை மாவட்டம்)는 스리랑카를 구성하는 25개 구 가운데 하나로 행정 중심지는 칼루타라이며 면적은 1,598km2, 인구는 1,217,260명(2012년 기준)이다. 행정 구역상으로는 서부 주에 속한다.